# هانه کروگ
هانه کروگ (به انگلیسی: Hanne Krogh) (زاده ۲۴ ژانویه ۱۹۵۶) خواننده، بازیگر نروژی است.
او در سال ۱۹۸۶ به عنوان عضوی از گروه بابی ساکس در مسابقه یوروویژن شرکت کرد و برنده شد.
او همچنین نماینده نروژ در یوروویژن ۱۹۷۱ و یوروویژن ۱۹۹۱ بود.